# Amőbiázis
Amőbiázisnak (latin írással amoebiasis) nevezzük az Entamoeba histolytica nevű protozoon által okozott megbetegedést. Az amőba a szájon át jut be a bélcsatornába, és a vastagbélben telepszik meg.
A kórokozó leírását lásd: Entamoeba histolytica

## Patogenezis

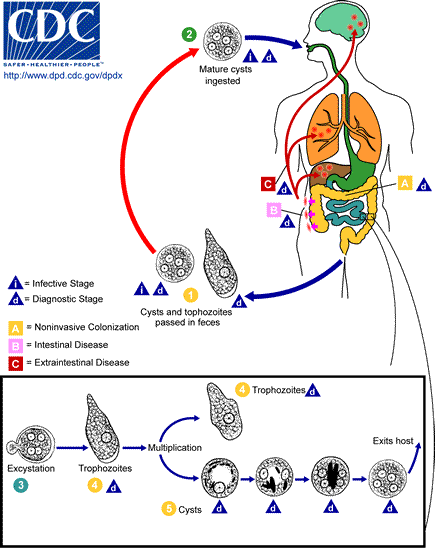
Az E. histolytica életciklusa az emberi szervezetben. (Angol.)

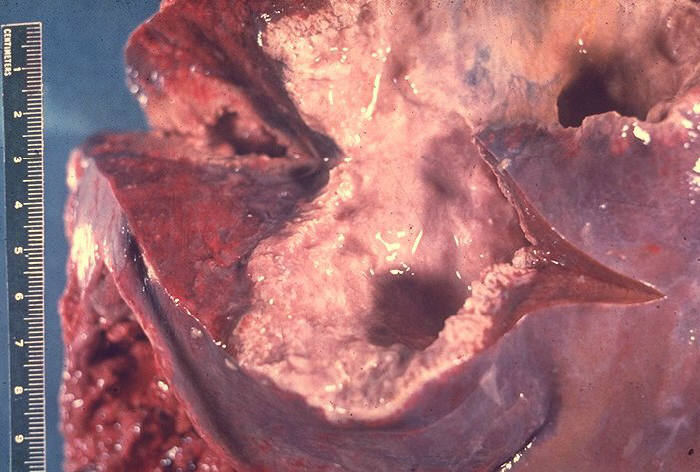
Amőbás májtályog.

Évente kb. 50 000 000 ember fertőződik meg Entamoeba histolyticával, és a kialakuló betegség évente 40 000 – 100 000 halálesetet okoz. A legtöbb fertőződés Afrikában, Délkelet-Ázsiában és Latin-Amerikában fordul elő, endémiák formájában. E területeken a megbetegedés nemcsak gyakoribb, hanem súlyosabb is, mint másutt. Amőbiázis egyébként világszerte előfordul; Magyarországon 2005-ben 21 megbetegedést jelentettek be.
Az ember E. histolytica cisztákat tartalmazó ivóvíz, zöldség vagy gyümölcs elfogyasztásával fertőződik. Ezekbe úgy kerültek ciszták, hogy a fertőzött, de gyakran tünetmentes ember székletével szennyeződtek.
A lenyelt ciszták túlélnek a gyomorban, és a vékonybélben trofozoitákká alakulnak. A béltartalommal sodródva eljutnak a vastagbélig, ahol megtelepszenek a nyálkahártya felszínén. Szövetoldó enzimeikkel (proteázok), valamint ún. amőbapórus fehérjékkel károsítják a bélfalat, vastagbélgyulladást (colitis) okozva. Ez kezdetben ödémával és tályogokkal jár, majd a nekrózis (szövetelhalás) következtében  jellegzetes, mély, palack alakú fekélyek alakulnak ki. (Ennek mikroszkópos képe itt látható: ) Ezek a sérülések bakteriálisan felülfertőződhetnek, hiszen a vastagbél lumenében rengeteg baktérium jelen van.
Az ürített, cisztákat tartalmazó széklet vizet, talajt és tárgyakat szennyezhet, melyek közvetítésével újabb emberek fertőződhetnek meg. A fertőzések ilyen irányú terjedését nevezzük fekális–orális útnak, mivel a kórokozók a székletből (faecalia) a szájon át (os) bejutva terjednek.
Az E. histolytica fertőzés anális szex során is terjedhet.
Ritkán, főleg a trópusi területeken, az E. histolytica trofozoiták a véráram útján más szervekbe is eljutnak, ha bekerültek a sérült erekbe. A vastagbélből a vér a májba jut, ahol a kórokozó igyekszik megtelepedni – ez nekrózist, ún. amőbás tályogot okoz.
Előfordulhat tüdő-, agy- és még ritkábban vesetályog is.
Mind a vastagbél, mind pedig a máj E. histolytica fertőzése áttörhet a hashártyán, s az utóbbi a rekeszizmon is – ez pedig súlyos, gyakran halálos kimenetelű hashártya- (peritonitis) illetve mellhártyagyulladáshoz (pleuritis) vezet.

## Klinikai kép
Az amőbiázis több formában is megnyilvánulhat. A legtöbb fertőzés nem okoz tüneteket, endémiás trópusi/szubtrópusi területeken azonban nem ritkák a halálos kimenetelű megbetegedések.

### Akut amőbás vérhas
Heveny amőbás vérhas (dysenteria amoebica acuta). Amikor az Entamoeba histolytica trofozoita behatol a bélfalba, a gyulladás és szövetkárosodás következtében az alábbi tünetek manifesztálódnak, 1–4 hetes inkubációs időt követően:
- hasfájás; görcsös székelési inger (tenezmus)
- hasmenés nyákos, gennyes, vérrel festenyzett (málnazselészerű) székletet eredményezve

Láz nem jellemző.

### Amőbás májtályog
Amőbás májtályog (abscessus amoebicus hepatis) akkor alakul ki, ha a trofozoiták a portális keringés útján a bélfalból a májba jutottak. A kialakuló elváltozás nem valódi tályog, hanem inkább kollikvációs nekrózis.
A betegség májtájéki fájdalommal és nyomásérzéssel, májmegnagyobbodással (hepatomegalia), lázzal és testsúlyvesztéssel járó állapotot eredményez. Epepangás következtében sárgaság is kialakulhat.
A tályogképződéssel járó kórkép főként a trópusi fertőzésekre jellemző. Kezelés nélkül általában halálos.

### Krónikus bélamőbiázis
Idült bélamőbiázis (amoebiasis intestinalis chronica). A beteg általában tünetmentes, de ennek ellenére éveken át üríti székletével a cisztákat, tehát terjeszti a fertőzést. Időnként kiújul a vastagbél-gyulladás, ilyenkor felléphet hasmenés, testsúlyvesztés és általános gyengeség.

### Amőbás granulóma
Amőbás granulóma (amoeboma). A krónikus amőbiázis ritka szövődménye. A granulomatózus gyulladás következtében a bélfal megvastagodik. Differenciáldiagnosztikai jelentősége, hogy vastagbéldaganatnak tűnhet.

## Diagnózis

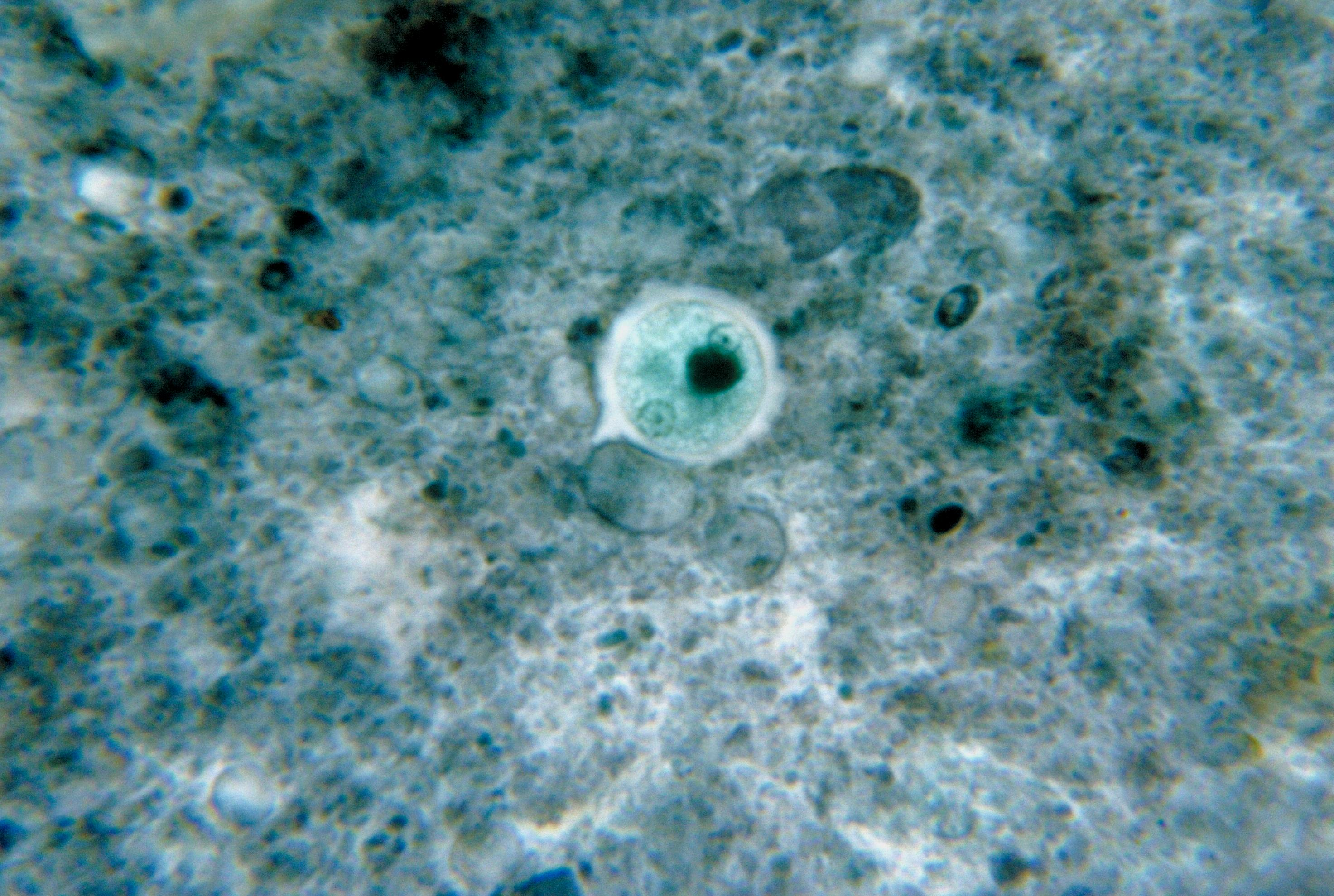
E. histolytica ciszta a székletmintában.

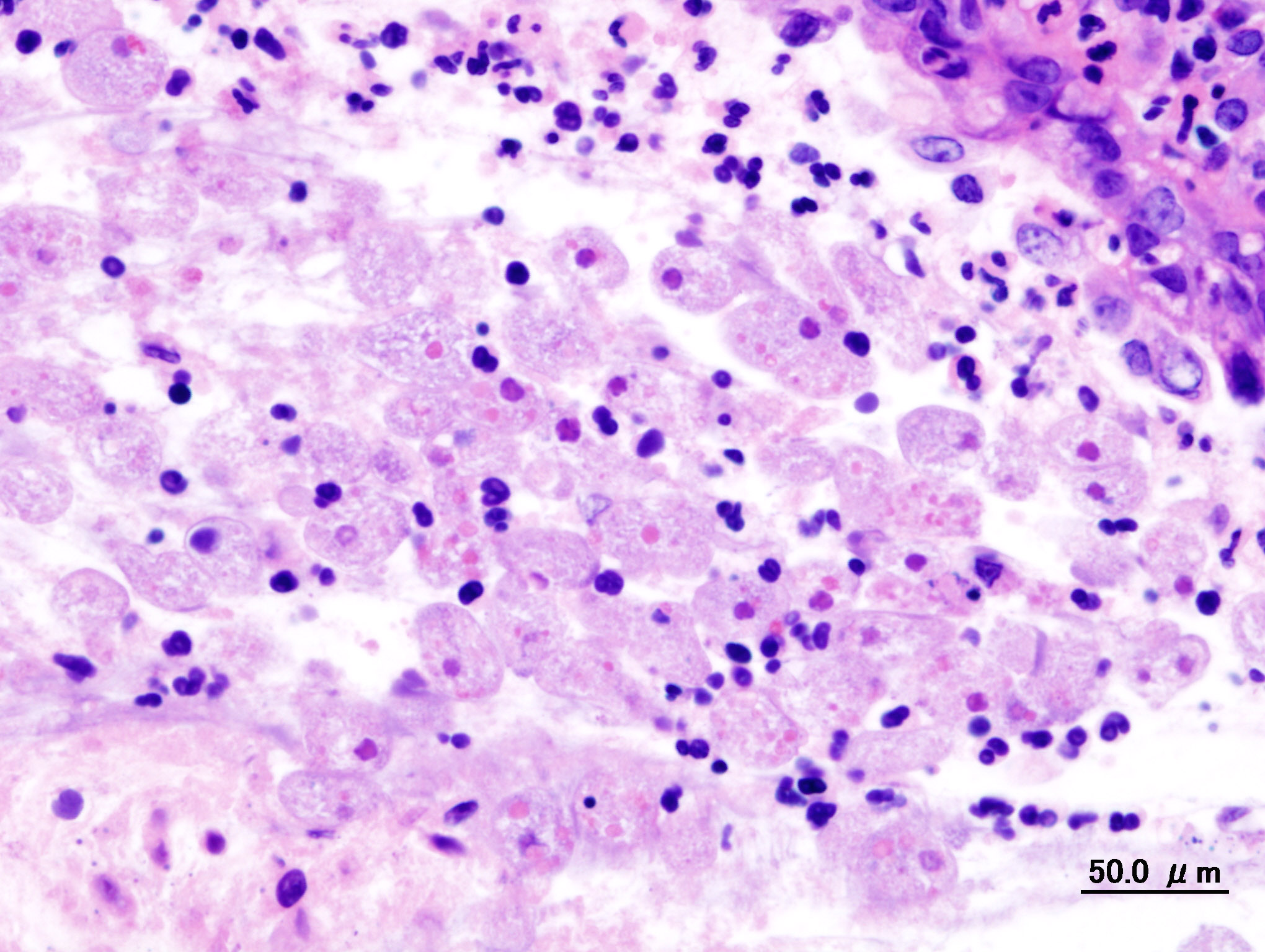
Vastagbél-biopsziás minta, melyben nagy számú E. histolytica trofozoita látható.

Székletből illetve vastagbél-biopsziás anyagból a ciszták és a trofozoiták kimutathatók, fénymikroszkóp alatt vizsgálhatók.
Mivel a cisztaürítés nem folyamatos, hanem intermittáló, ezért a székletminta gyakran negatív lehet. Ilyenkor a vizsgálat megismétlése válik szükségessé.
Cisztadúsítással vagy táptalajon történő tenyésztéssel a kisszámú kórokozó is kimutatható.
Fontos, hogy a székletmintában jelen lévő, nem kórokozó Entamoeba dispar és E. coli fajoktól elkülönítsük az E. histolyticát. Ebben segíthet a trofozoitákban jelenlévő vörösvértestek megfigyelése, valamint molekuláris módszerek, mint a polimeráz-láncreakció (PCR) technika vagy az ELISA.
A tályogok és granulómák képalkotó eljárásokkal (ultrahangos szonográfia, CT, MRI) felfedezhetők.
Mikroszkopizáláshoz a hashártyafolyadékból, a tályogokból illetve a granulómákból is vehető minta.
Szerológiai módszerekkel (pl. ELISA, indirekt immunfluoreszcens antigén teszt) az amőba ellen termelődött antitestek kimutathatók a vérplazmából, de csak extraintesztinális fertőzés esetén, tehát amikor a kórokozó nemcsak a bélfalban, hanem más szervekben is jelen van (pl. májtályog).

## Kezelés
A béllumenben élő trofozoitákat diklóracetamidokkal (diloxanid-furoát, klefamid, etofamid), halogénezett hidroxikinolinokkal (jódkinol, dijódhidroxiquin) és egyes antibiotikumokkal (tetraciklinek, eritromicin, paromomicin) pusztíthatjuk el. A diklóracetamidok és a halogénezett hidroxikinolinok hatásmódja nem pontosan ismert. Az említett antibiotikumok a fehérjeszintézist gátolják.
A bélfalban és másutt, az emberi szervezeten belül élő trofozoitákat a szöveti amőbaölőszerekkel irthatjuk ki. Ilyen hatásúak a nitroimodazolok (metronidazol, tinidazol, ornidazol), az emetinek (emetin, dehidroemetin) és a klorokvin. A nitroimidazol antibiotikumok a trofozoitába jutva aktiválódnak, és a sejten belüli makromolekulákat (DNS-t, fehérjéket) károsítják. Az emetinek a fehérje- és DNS-szintézist gátolják. A klorokvin a DNS- és RNS-szintézist gátolja, hatékony szer a májtályog kezelésére és megelőzésére.
A fenti szereket egymással kombinálva alkalmazzák. A ciszták ellen jelenleg nem ismerünk hatékony gyógyszert.

## Megelőzés
A fertőződés megelőzéséhez fontos az ivóvíz- és élelmiszer-higiénés szabályok betartása. Endémiás trópusi és szubtrópusi területekre utazók kerüljék a nyers zöldségek és gyümölcsök, valamint a forralatlan ivóvíz fogyasztását!